# Assassin's Creed Odyssey
Assassin's Creed Odyssey er et RPG og Action adventure-spil i Assassin's Creed-serien. Spillet er udviklet af Ubisoft Quebec, og udgivet af Ubisoft. Spillet foregår i det antikke Grækenland, ca. 400 år f.kr.
Som noget nyt kan man i spillet vælge at spille som enten manden Alexios eller kvinden Kassandra. Dog ændrer dette ikke særlig meget på spiloplevelsen, da begge karakterer deler samme historie, gameplay osv.
Noget andet som er nyt i spillet, er muligheden for at vælge, hvad karakteren skal sige i filmsekvenser. Dette kan have ingen betydning, eller ændre på hvordan spillet slutter.
Spillet blev udgivet på verdensplan d. 5. oktober 2018.
Spillet drager virkelige begivenheder, personer og steder ind i spillet, du kan have filosofiske samtaler med Sokrates eller besøge øen Salamis og lære om slaget mod Xerxes og Persien.